# Savaric d'Auxerre
Savaric d'Auxerre, mort en 715, fut le 25e évêque d'Auxerre de 710 à sa mort. 

## Biographie
Vivant sous les règnes de Childebert IV et Dagobert III, Savaric était comme son prédécesseur Germain d'Auxerre issu de la riche noblesse franche et devint un guerrier détenteur de l'épiscopat. Mais il fut le premier évêque d'Auxerre qui n'eut pas une vie exemplaire du point de vue religieux.
Très ambitieux, il monta des expéditions guerrières et s'empara de l'Orléanais, du Nivernais, du Tonnerrois, de l'Avallonais (715) et du pays de Troyes.
En 715, année de la mort de Dagobert III, plusieurs guerres civiles eurent lieu ; une bataille sanglante se déroula  dans la forêt de Villers-Cotterêts, une partie de la forêt de Compiègne appelée à l'époque forêt de la Côte, ou Cuice. Savaric voulut profiter de la confusion générale pour s'emparer de Lyon, mais il mourut atteint d'un éclair de foudre alors qu'il marchait sur cette ville,.
Son corps fut ramené à Auxerre et enterré auprès de ses prédécesseurs dans l'église de saint Germain. L'emplacement exact de sa sépulture est inconnu mais celle-ci faisait probablement partie des sarcophages en pierre trouvés au XVIe siècle dans l'ancienne église.
Il est le père de Eucherius d'Orléans, lui-même évêque d'Orléans.[réf. souhaitée]